# Bergekshöstmal
Bergekshöstmal, Ypsolopha alpella är en fjärilsart som först beskrevs av Michael Denis och Ignaz Schiffermüller 1775.  Bergekshöstmal ingår i släktet Ypsolopha, och familjen höstmalar, Ypsolophidae. Bergekshöstmal är reproducerande i Sverige och enligt rödlistan är arten livskraftig, LC i Sverige. Arten har ännu inte påträffats i Finland och är därför inte bedömd efter finska rödlistekriterier.

## Bildgalleri

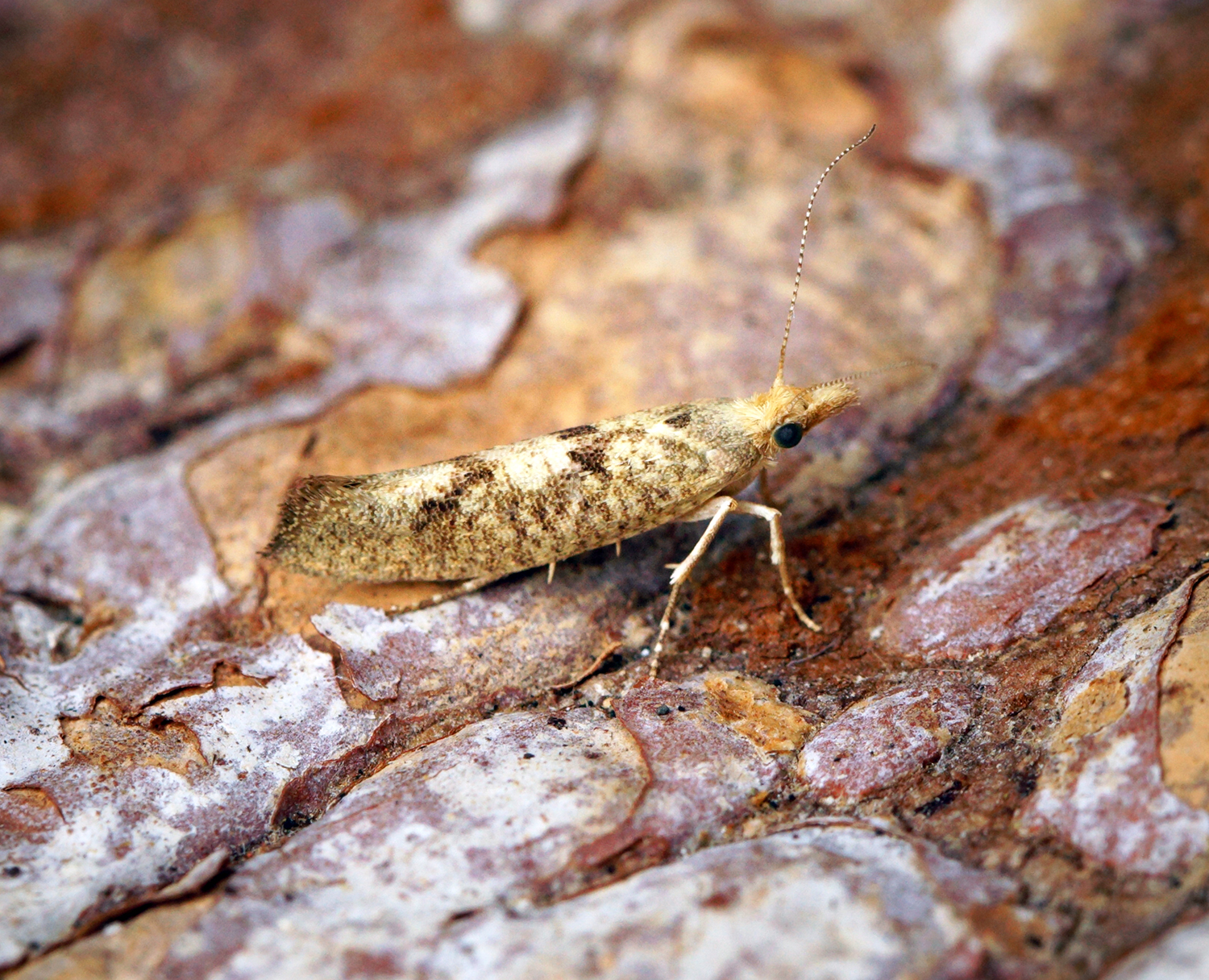
Imago fjäril
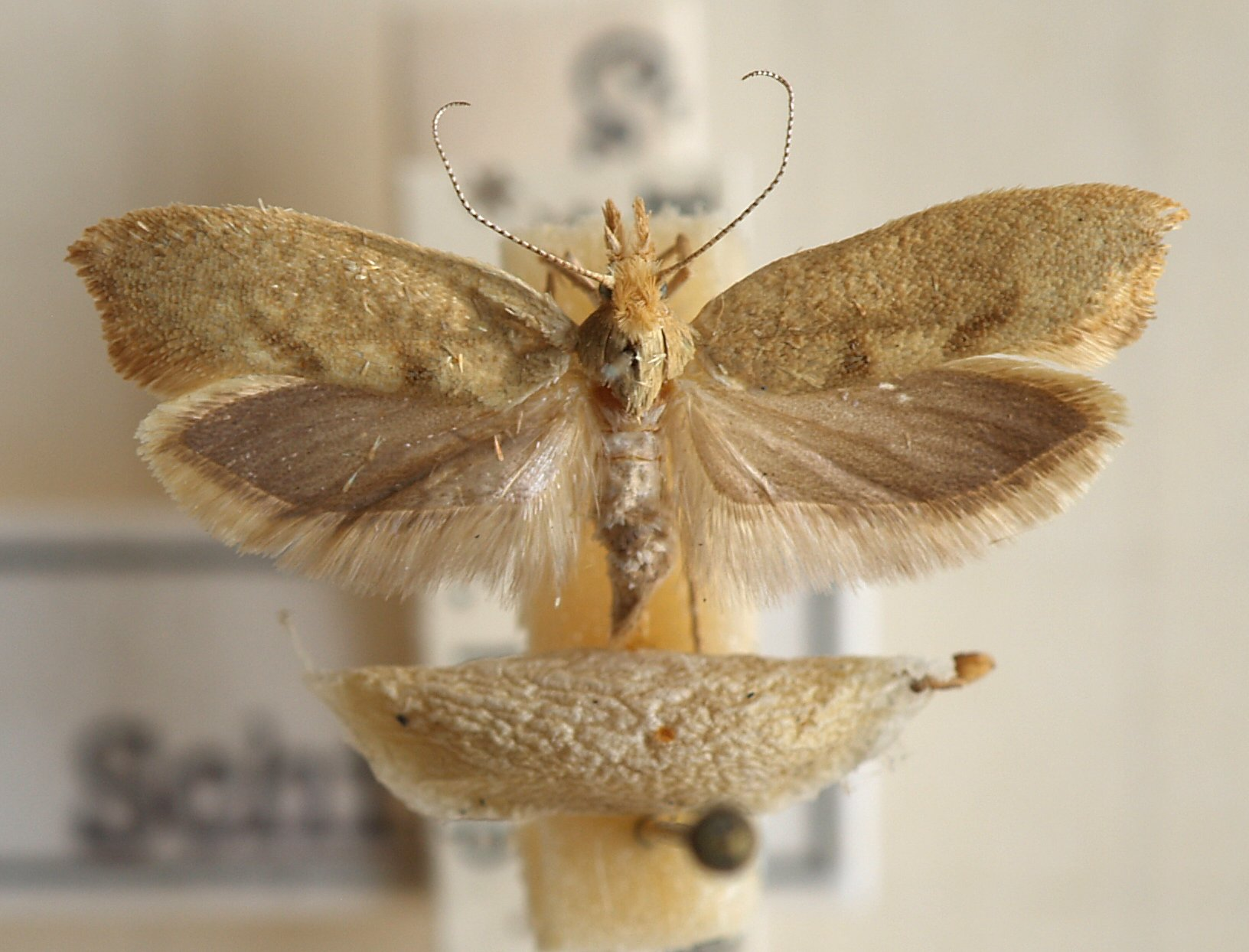
Preparerad (uppnålad) imago fjäril